# Джуніор Бриджмен
Юліссиз Лі «Джуніор» Бриджмен (англ. Ulysses Lee "Junior" Bridgeman; 17 вересня 1953, Іст-Чикаго, Індіана — 11 березня 2025) — американський професіональний баскетболіст, що грав на позиціях легкого форварда і атакувального захисника за декілька команд НБА, зокрема за «Мілвокі Бакс», яка навіки закріпила за ним ігровий № 2.

## Ігрова кар'єра
Починав грати у баскетбол у команді старшої школи Вашингтона (Іст-Чикаго, Індіана). 1971 року допоміг команді виграти чемпіонат штату. На університетському рівні грав за команду Луівілл (1972—1975).
1975 року був обраний у першому раунді драфту НБА під загальним 8-м номером командою «Лос-Анджелес Лейкерс». Проте професіональну кар'єру розпочав виступами за «Мілвокі Бакс», куди разом з Браяном Вінтерсом, Дейвом Маєрсом та Елмором Смітом одразу після драфту був обміняний на Каріма Абдул-Джаббара. Захищав кольори команди з Мілвокі протягом наступних 9 сезонів. У формі «Бакс» провів 711 матчів, що є рекордом франшизи.
З 1984 по 1986 рік також грав у складі «Лос-Анджелес Кліпперс».
Останньою ж командою в кар'єрі гравця стала «Мілвокі Бакс», до складу якої він приєднався 1986 року і за яку відіграв один сезон.
З 1985 по 1988 рік був президентом профсоюзу гравців НБА.